# قره‌مندی
قره‌مندی (به قزاقی:Қарамеңді، قارامەندى) یک منطقهٔ مسکونی در قزاقستان است که در شهرستان نوروزیم واقع شده‌است. قره‌مندی ۴٬۴۲۵ نفر جمعیت دارد.